# 精神医療審査会
精神医療審査会（せいしんいりょうしんさかい）とは日本において、精神保健及び精神障害者福祉に関する法律第十二条によれば、精神保健及び精神障害者福祉に関する法律第三十八条の三第二項（同条第六項において準用する場合を含む。）及び第三十八条の五第二項の規定による審査を行わせるため、都道府県と政令指定都市に置く審査会。

## 解説
精神医療審査会は、措置入院をしている患者と医療保護入院をしている患者の退院請求と処遇改善請求の審査、措置入院をしている患者の定期の報告の審査、医療保護入院をしている患者の入院期間の更新の届けの審査、措置入院をしている患者と医療保護入院をしている患者の入院の届けの審査、精神保健及び精神障害者福祉に関する法律第三十八条の二第三項の規定による、任意入院をしている患者の定期の報告の審査を行う。
精神保健及び精神障害者福祉に関する法律第六条によれば、都道府県と政令指定都市に設置された精神保健福祉センターが精神医療審査会の事務を行うほか、第十三条によると、精神医療審査会の委員は、精神障害者の医療に関し学識経験を有する者（精神保健指定医）、精神障害者の保健又は福祉に関し学識経験を有する者及び法律に関し学識経験を有する者のうちから、都道府県知事と政令指定都市の市長が任命し、委員の任期は、2年（委員の任期を2年を超え3年以下の期間で都道府県と政令指定都市が条例で定める場合にあつては、当該条例で定める期間）である。
⾃治体間や合議体間での審査基準のばらつきを縮小するために、全国精神医療審査会連絡協議会による審査⼿順案が作成された。